# Jane Campion
Elizabeth Jane Campion (Wellington 1954. április 30. –) Ausztráliában élő és dolgozó, kétszeres Oscar-díjas új-zélandi forgatókönyvíró, filmrendező és producer. Zongoralecke című alkotásával a cannes-i filmfesztiválok történetében első női alkotóként nyert Arany Pálmát 1993-ban, és a második nő volt, akit rendezőként Oscarra jelöltek.

## Életrajza

### Ifjúsága és tanulmányai
Richard Campion opera- és színházi rendező, valamint Edith Hannah, színésznő, író második gyermekeként látta meg a napvilágot. Két testvére van: Anna (1952) filmrendező, forgatókönyvíró, valamint Michael (1961).
Jane 1975-ben diplomázott a Wellingtoni Victoria Egyetemen antropológiából, a következő évben pedig a londoni Chelsea-i Művészeti és Formatervezési Főiskola hallgatója lett. Angliai tartózkodását kihasználja arra, hogy európai körutat tegyen. Ennek keretében 1976-ban művészeti kurzuson vett részt Velencében, olaszul tanult Perugiában és asszisztenskedett egy londoni reklámügynökségnél.
Hazatérését követően a Sydney Egyetem képzőművészeti karán, a Sydney Művészeti Kollégiumban folytatta tanulmányait, ahol festészetet tanult 1979 és 1981 között. Saját bevallása szerint művészetére a legnagyobb hatással Frida Kahlo mexikói szürrealista festőnő és Joseph Beuys német származású performansz- és szobrászművész voltak.
Mivel a festészetet, mint kifejezési eszközt erősen korlátozottnak találta, érdeklődése a film felé fordult. 1980-ban elkészítette első, Szuper 8-as rövidfilmjét Tissues címmel. Ennek köszönhetően 1981-ben megkezdhette tanulmányait és 1984-ben diplomázott az Ausztrál Film, Televízió és Rádió Főiskolán, ahol számos rövidfilmet készített.

### Munkássága
Lecke fegyelemből című, 1982-ben írt és rendezett kisjátékfilmjét az 1986-os cannes-i filmfesztiválon Arany Pálmával ismerték el, és a később készült rövidfilmjeinek szinte mindegyike nyert valamilyen díjat.
Alkotásaiban mindvégig a nőiség, a női látásmód jelenik meg, középpontjukban a kényszerű női szerepekkel vívott küzdelem áll. Arra törekszik, hogy a valóságból az időtlen térbe emelt nőt e fétishelyzetből kiszabadítsa. Ugyanakkor nem ragad le az egyenjogúság feminista megközelítésnél és ábrázolásmódnál, hanem azon túllépve a nemiséget már nem biológiai adottságként, sokkal inkább a kulturális és társadalmi körülmények által meghatározott kényszerű, de megváltoztatható szerepkörként elemzi és ábrázolja.
1988-89-ben írta és rendezte első egész estét betöltő játékfilmjét, a Sweetiet, amelyben egy csendes, gátlásokkal küszködő, de rendezett életű szerelmes nő, Kay, konfrontálódik zabolázatlan, hisztérikus, ijesztően agresszív szexualitású húgával, Sweetie-vel, amikor az – mások mellett – a kedvesére is kiveti hálóját. A filmet beválogatták az 1989-es cannes-i filmfesztivál nagyjátékfilmversenyébe. Az erős mezőnyben díjat ugyan nem nyert, azonban a filmes szakma felfigyelt a fiatal alkotóra, aki női szemüvegen át láttatja a női vágyat, hősnőinek egyedi, sok tekintetben marginális jellegű karakterét, a társadalmi béklyók elleni harcát, az identitáskeresést, valamint az újrakezdést.
Második nagyjátékfilmjét, az Egy angyal az asztalomnált 1990-ben fejezte be. A rendkívül hosszú, két és fél órás filmdráma a többszörös irodalmi díjas új-zélandi írónő, Janet Frame önéletrajzi regényének adaptációja; a törékeny, nem túl előnyös külsejű, de minden porcikájában férfiérintésre éhező, ugyanakkor tapasztalatlan és esetlen, emiatt félreértett hősnő viharos életét mutatja be. A film az 1990. évi velencei mustrán több jelentős díj mellett elnyerte az Ezüst Oroszlánt, a zsűri különdíját, és ezzel a rendezőnő egy csapásra nemzetközi hírnévre tett szert.
Harmadik egész estét betöltő filmje, az 1993-ban készült, „a női film diadalaként” is aposztrofált Zongoralecke egy, a XIX. században Új-Zélandon játszódó szerelmi történetet dolgoz fel. Főhőse egy önkéntes némaságba burkolózó skót nő, akinek a távoli, idegen földrészen szereznek férjet egy, mint később kiderül, nyers, durva, a zeneimádatát és a zongora iránti szeretetét megérteni nem képes telepes személyében. Az eladott zongoráját visszaszerezi akaró magányos és kétségbeesett nő tragikus szerelembe bonyolódik annak új tulajdonosával – egy „romantikus” románcba, annak minden, eredeti értelemben vett kellékével: kapcsolatuk túlzó, szenvedélyes, viharos, kétségbeesett és transzcendentális, amelyben nagy érzések feszegetik végletekig a határokat, amit napjainkban talán csak egy nő képes megmutatni. A film világpremierje az 1993-as cannes-i filmfesztiválon volt, ahol megosztva bár, de fődíjas lett. Ezzel a fegyverténnyel Campion világhíre kiteljesedett: a fesztivál történetében ő lett az első nő, aki nagyjátékfilmjéért Arany Pálmát vehetett át, és első alkotó, aki Cannes-ban mind rövid-, mind pedig hosszúfilmjével fődíjat tudott nyerni. A főszerepet alakító Holly Hunter ugyanekkor a legjobb női alakítás díját vehette át. A kezdeti sikert díjak sora követte: a legjobb külföldi filmnek járó César-díj, hat Golden Globe-jelölésből egy díj (legjobb drámai színésznő), majd nyolc Oscar-jelölés, amelyekből hármat el is nyert (legjobb eredeti forgatókönyv, legjobb női főszereplő, legjobb női mellékszereplő). Jane Campion Hollywoodban is történelmet írt, Lina Wertmüller után ugyanis ő volt a második nő, akit a legjobb rendező Oscarra jelöltek.
1996-ban elkészítette Henry James Egy hölgy arcképe című regényének filmadaptációját, Nicole Kidman főszereplésével. A szenvedélyesen szerelmes főhősnő számára rövid időn belül egyértelművé válik, hogy szemfényvesztés áldozata: hamis ígéretek, hazug vallomások gerjesztettek benne eléggé álságos érzelmi függést. Campion e filmjében is túllép a feminista dogmákon, mivel végül is egy másik férfi rántja ki a becsapott nőt a zsarnok bűvköréből.
1997-ben Jane Campiont felkérték a Velencei Nemzetközi Filmfesztivál zsűrielnökének. Vezetésével a Charlotte Rampling, Francesco Rosi és Cukamoto Sinja összetételű bírálóbizottság Kitano Takesi Tűzvirágok című alkotásának ítélte az Arany Oroszlán díjat
Ezt követően, 1999-ben rendezte meg a Szentek és álszentek című filmdrámát, amelyet Anna nővérével közösen írt, és amelyben Kate Winslet, valamint a Zongoraleckében már szerepelt Harvey Keitel ismétlik meg az Egy hölgy arcképében megismert érzelmi függést, és az abból való kiszabadulást. 2003-ban a Susanna Moore regényéből írt, Nicole Kidman társproducerségével készített Nyílt seb című erotikus thrillerrel jelentkezett. Ez a film lehetővé tette a főszereplő Meg Ryannek, hogy szakítson szokásos szerepeivel. 2007-ben Jane Campion ismét Velencében döntnök: helyet kapott Csang Ji-mou (Zhang Yimou) vezette zsűriben, amely a fődíjat ezúttal Ang Lee Ellenséges vágyak című erotikus kémfilmjének ítélte.
Több évi kihagyás után rendezte meg 2009-ben Fényes csillag című filmdrámát, amelyben az ifjan elhunyt angol romantikus költő, John Keats és múzsája, Fanny Brawne szerelmét dolgozta fel. A rendezőnő a szerető édesanyjának szerepét Kerry Foxra, bízta, akivel 20 évvel korábban már együtt forgatott az Egy angyal az asztalomnál című opusban. A film ősbemutatójára a 2009-es cannes-i fesztivál versenyprogramjában került sor.
A 2013-as cannes-i fesztiválon a hivatalos válogatás Cinéfondation elnevezésű, kezdő filmkészítők bemutatkozásának helyet adó szekció, és a rövidfilmek versenyének közös zsűrielnöki tisztére kérték fel. E filmes seregszemle idején a Rendezők Kéthete szekció különelőadásának keretében vehette át a francia Filmrendezők Szövetsége által neki ítélt Arany Hintó díjat. Az előadáson levetítették a Top of the Lake című új televíziós minisorozatának két epizódját, amely Új-Zéland egyik déli kisvárosban eltűnt tizenkét éves terhes lány után nyomozó felügyelőnőről szól.
A több mint húsz éve forgatott Zongoralecke után Jane Campion e filmsorozatban ismét együtt dolgozott Holly Hunterrel, aki egy New Age csoport vezetőjét alakítja. Nemzetközi bemutatója után az alkotás nagyon kedvező fogadtatásban részesült mind a kritika, mind a közönség részéről. Benne a rendezőnő bemutatja szülőhazája természeti szépségeit, témájában pedig ismét találkozhatunk a fortyogó szenvedéllyel, valamint a nőknek a fennálló rend, az erőszaktól és szexizmustól átitatott társadalom elleni lázadásával. Egy, a Telegraphnak adott interjújában Campion mozifilm-készítéssel felhagyó és a televíziózás felé forduló magatartását „új határnak” minősítette.
2014-ben a rendezőnőt felkérték a 67. cannes-i fesztivál zsűrielnökének. Ezzel ő lett a tizedik nő, akit ez a megtiszteltetés ér, közülük viszont az első filmrendező.

### Magánélete
1992-ben kötött házasságot Colin David Englert ausztrál filmes szakemberrel, aki a Zongoralecke  forgatásán a „Second Unit igazgatói” feladatokat látta el. 1993-ban született meg fiuk, Jasper, aki azonban 12 éves korában meghalt. Az 1994-ben született lányuk, Alice Englert 7 éves volt, amikor szülei elváltak. Az időközben színésznővé lett Alice a Beautiful Creatures – Lenyűgöző teremtmények főszereplője. Jane Campion róla mintázta Fényes csillag című filmdrámájában a költő szeretőjének, Fanny Brawne-nak alakját.

## Filmográfia

### Nagyjátékfilmek
| Év   | Magyar cím            | Eredeti cím                                         | Feladatkör | Feladatkör | Feladatkör |
| Év   | Magyar cím            | Eredeti cím                                         | Rendező    | Író        | Producer   |
| ---- | --------------------- | --------------------------------------------------- | ---------- | ---------- | ---------- |
| 1989 |                       | Sweetie                                             | Igen       | Igen       | Nem        |
| 1990 | Angyal az asztalomnál | An Angel at My Table                                | Igen       | Nem        | Nem        |
| 1993 | Zongoralecke          | The Piano                                           | Igen       | Igen       | Nem        |
| 1996 | Egy hölgy arcképe     | The Portrait of a Lady                              | Igen       | Nem        | Nem        |
| 1999 | Szentek és álszentek  | Holy Smoke!                                         | Igen       | Igen       | Nem        |
| 1999 |                       | Soft Fruit                                          | Nem        | Nem        | Igen       |
| 2003 | Nyílt seb             | In the Cut                                          | Igen       | Igen       | Nem        |
| 2006 |                       | Abduction: The Megumi Yokota Story (dokumentumfilm) | Nem        | Nem        | Igen       |
| 2009 | Fényes csillag        | Bright Star                                         | Igen       | Igen       | Igen       |
| 2021 | A kutya karmai közt   | The Power of the Dog                                | Igen       | Igen       | Igen       |

### Kisjátékfilmek
| Év   | Magyar cím         | Eredeti cím                       | Feladatkör | Feladatkör | Feladatkör | Megjegyzések                                 |
| Év   | Magyar cím         | Eredeti cím                       | Rendező    | Író        | Producer   | Megjegyzések                                 |
| ---- | ------------------ | --------------------------------- | ---------- | ---------- | ---------- | -------------------------------------------- |
| 1980 |                    | Tissues                           | Igen       | Igen       | Nem        |                                              |
| 1981 |                    | Mishaps of Seduction and Conquest | Igen       | Igen       | Nem        |                                              |
| 1982 | Lecke fegyelemből  | Peel: An Exercise in Discipline   | Igen       | Igen       | Nem        |                                              |
| 1983 | Oda a szenvedély   | Passionless Moments               | Igen       | Igen}      | Igen       |                                              |
| 1984 | Egy lány története | A Girl's Own Story                | Igen       | Igen       | Nem        |                                              |
| 1984 |                    | After Hours                       | Igen       | Igen       | Nem        |                                              |
| 2006 |                    | The Water Diary                   | Igen       | Igen       | Nem        | a 8 című film szegmense                      |
| 2007 |                    | The Lady Bug                      | Igen       | Igen       | Nem        | a To Each His Own Cinema című film szegmense |
| 2012 |                    | I'm the One                       | Nem        | Nem        | Igen       |                                              |
| 2016 |                    | Family Happiness                  | Nem        | Nem        | Vezető     |                                              |

### Televízió
| Év        | Magyar cím | Eredeti cím     | Feladatkör | Feladatkör | Feladatkör | Megjegyzések                                              |
| Év        | Magyar cím | Eredeti cím     | Rendező    | Író        | Producer   | Megjegyzések                                              |
| --------- | ---------- | --------------- | ---------- | ---------- | ---------- | --------------------------------------------------------- |
| 1986      |            | Two Friends     | Igen       | Nem        | Nem        | tévéfilm                                                  |
| 2013–2017 | A tó tükre | Top of the Lake | Igen       | Igen       | Vezető     | - minisorozat - társrendező: Garth Davis és Ariel Kleiman |

## Fontosabb díjak és jelölések

### Oscar-díj
- 1994 díj: legjobb eredeti forgatókönyv (Zongoralecke)
- 1994 jelölés: legjobb rendező (Zongoralecke)
- 2022 díj: legjobb rendező (A kutya karmai közt)
- 2022 jelölés: legjobb adaptált forgatókönyv (A kutya karmai közt)
- 2022 jelölés: legjobb film (A kutya karmai közt)

### Golden Globe-díj
- 1994 jelölés: legjobb rendező (Zongoralecke)
- 1994 jelölés: legjobb forgatókönyv (Zongoralecke)
- 2022 díj: legjobb rendező (A kutya karmai közt)
- 2022 jelölés: legjobb forgatókönyv (A kutya karmai közt)

### BAFTA-díj
- 1994 jelölés: legjobb rendező: (Zongoralecke)
- 1994 jelölés: legjobb film: (Zongoralecke)
- 1994 jelölés: legjobb eredeti forgatókönyv: (Zongoralecke)
- 2014 BAFTA TV-díj jelölés: legjobb rendező (fikció): (A tó tükre)
- 2022 díj: legjobb rendező: (A kutya karmai közt)
- 2022 jelölés: legjobb adaptált forgatókönyv: (A kutya karmai közt)
- 2022 díj: legjobb film: (A kutya karmai közt)

### César-díj
- 1994 díj: legjobb külföldi film: Zongoralecke
- 2011 jelölés: legjobb külföldi film: (Fényes csillag)

### Primetime Emmy-díj
- 2013 jelölés: kiemelkedő rendezés mini-sorozatért, filmért vagy drámai különkiadásért: (A tó tükre)
- 2013 jelölés: kiemelkedő mini-sorozat vagy film: (A tó tükre)
- 2013 jelölés: kiemelkedő írás mini-sorozatért, filmért vagy drámai különkiadásért: (A tó tükre)

### Egyéb díjak
- 1984 : Ausztrál Filmintézet díja – legjobb kísérleti film – Oda a szenvedély
- 1986 : Cannes-i Filmfesztivál – Arany Pálma (rövidfilm) – Lecke fegyelemből
- 1989 : Ausztrál Filmintézet díja – legjobb eredeti forgatókönyv – Sweetie
- 1989 : Ausztrál Filmintézet díja – Byron Kennedy-díj
- 1990 : Los Angelesi Filmkritikusok Szövetségének díja – Új generáció díj – Sweetie
- 1990 : Torontói Nemzetközi Filmfesztivál – nemzetközi kritikusok díja – Egy angyal az asztalomnál
- 1990 : Velencei Nemzetközi Filmfesztivál - a zsűri különdíja – Egy angyal az asztalomnál
- 1990 : Velencei Nemzetközi Filmfesztivál - OCIC díj – Egy angyal az asztalomnál
- 1990 : Velencei Nemzetközi Filmfesztivál - Elvira Notari-díj – Egy angyal az asztalomnál
- 1990 : Velencei Nemzetközi Filmfesztivál - a filmkritikusok "Bastone Bianco" díja – Egy angyal az asztalomnál
- 1990 : Új-Zélandi Film- és tévédíjak (film) – Rudall Hayward-díj
- 1991 : Független szellem díj – legjobb külföldi film – Sweetie
- 1992 : Független szellem díj – legjobb külföldi film – Egy angyal az asztalomnál
- 1993 : Cannes-i Filmfesztivál – Arany Pálma – Zongoralecke
- 1993 : Ausztrál Filmintézet díja – legjobb rendező – Zongoralecke
- 1993 : Ausztrál Filmintézet díja – legjobb eredeti forgatókönyv – Zongoralecke
- 1993 : Los Angeles-i Filmkritikusok Szövetségének díja – legjobb rendező – Zongoralecke
- 1993 : Los Angeles-i Filmkritikusok Szövetségének díja – legjobb forgatókönyv – Zongoralecke
- 1993 : New York-i Filmkritikusok Körének díja – legjobb rendező – Zongoralecke
- 1993 : New York-i Filmkritikusok Körének díja – legjobb forgatókönyv – Zongoralecke
- 1993 : Vancouveri Nemzetközi Filmfesztivál – legnépszerűbb film – Zongoralecke
- 1994 : Amerikai Forgatókönyvírók Céhének díja – legjobb eredeti forgatókönyv – Zongoralecke
- 1994 : Amerikai Filmkritikusok Országos Szövetségének díja – legjobb forgatókönyv – Zongoralecke
- 1994 : Argentin Filmkritikusok Szövetségének díja – Zongoralecke
- 1994 : Ausztrál Filmkritikuson Körének díja – legjobb rendező – Zongoralecke
- 1994 : Ausztrál Filmkritikuson Körének díja – legjobb forgatókönyv – Zongoralecke
- 1994 : Délkeleti Filmkritikusok Szövetségének díja – legjobb rendező – Zongoralecke
- 1994 : Független szellem díj – legjobb külföldi film – Zongoralecke
- 1994 : Új-Zélandi Film- és tévédíjak (film) – legjobb rendező – Egy angyal az asztalomnál
- 1995 : Kinema Junpo Awards – legjobb idegen nyelvű film – Zongoralecke
- 2000 : Taorminai Nemzetközi Filmfesztivál – Taormina Arte díj
- 2003 : Valladolidi Nemzetközi Filmfesztivál – Arany Kalász – Nyílt seb
- 2013 : Francia Filmrendezők Szövetségének díja – Arany Hintó
- 2013 : Új-Zélandi Film- és tévédíjak (tévé) – legjobb televíziós mozi vagy drámai sorozat – Top of the Lake
- 2014 : Ausztrál Filmintézet díja – legjobb tévéfilm, vagy minisorozat – Top of the Lake

## Fordítás
- Ez a szócikk részben vagy egészben  a   Jane Campion című francia Wikipédia-szócikk ezen változatának fordításán alapul.  Az eredeti cikk szerkesztőit annak laptörténete sorolja fel. Ez a jelzés csupán a megfogalmazás eredetét és a szerzői jogokat jelzi, nem szolgál a cikkben szereplő információk forrásmegjelöléseként.